# Władysław Marconi

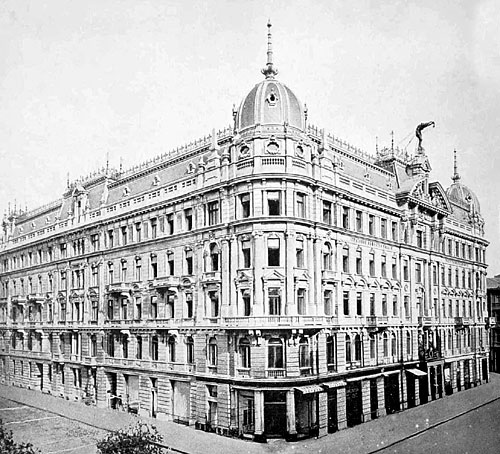
Dom Towarzystwa Ubezpieczeniowego „Rosja” w Warszawie

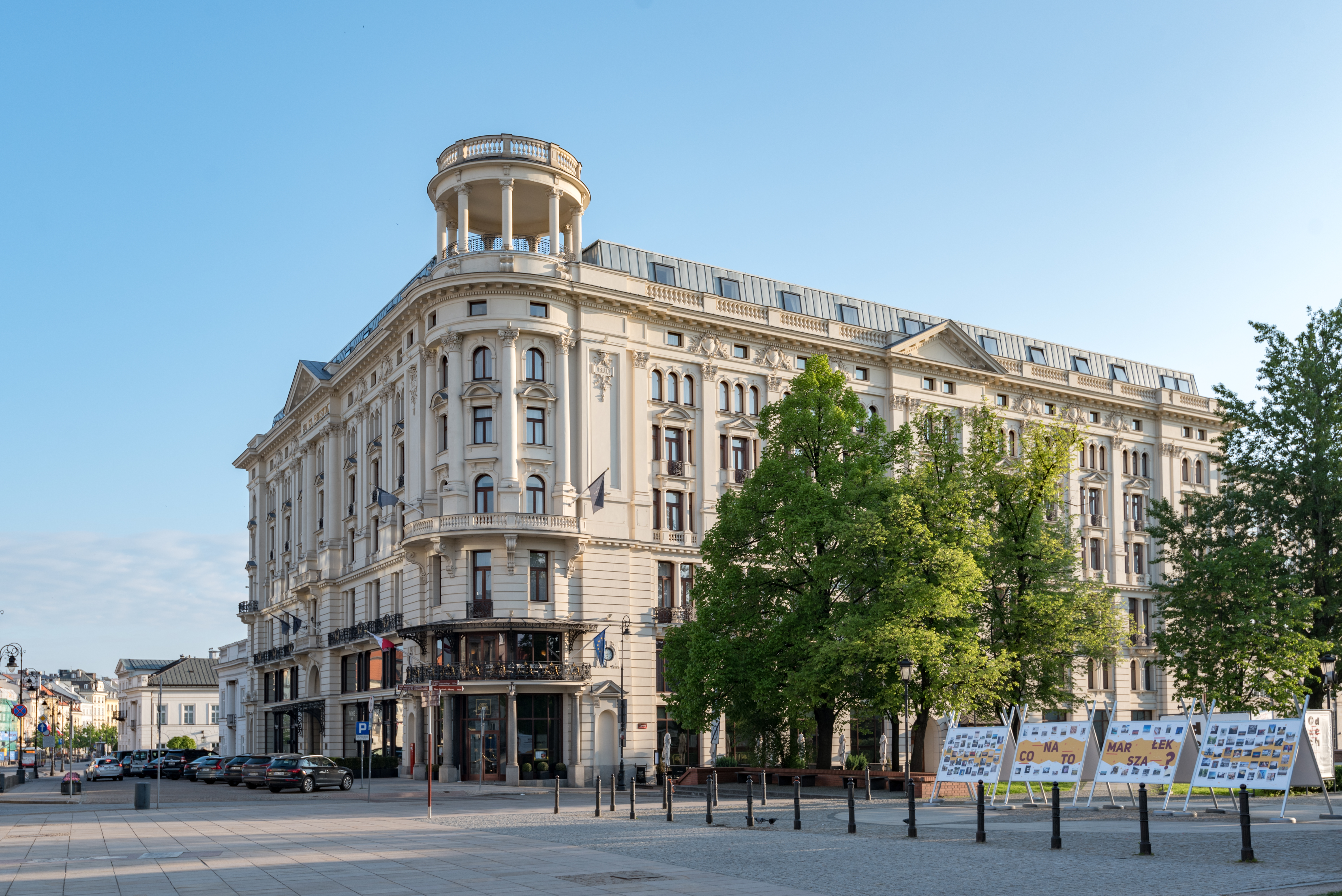
Hotel Bristol

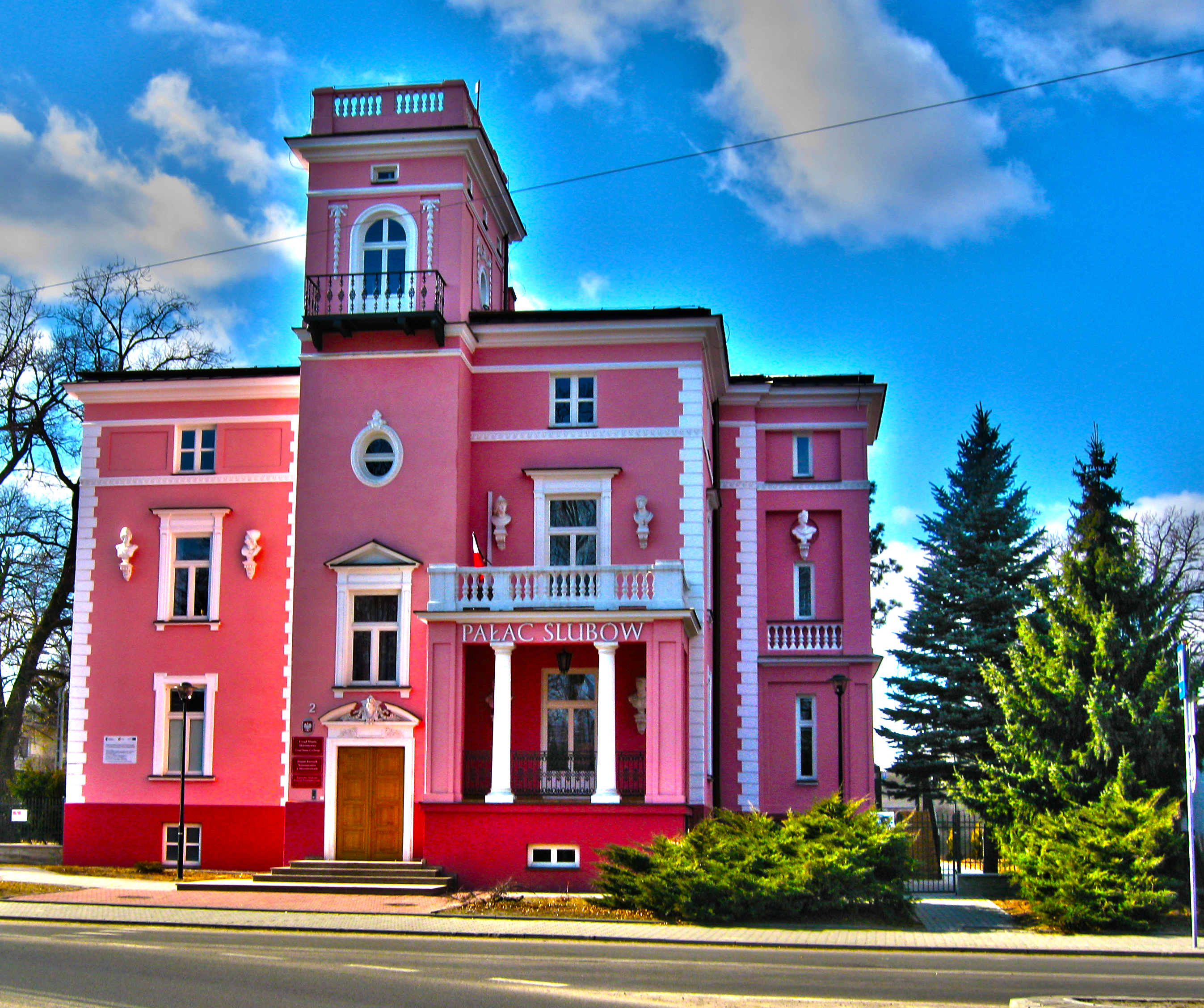
Willa Kozłowskich w Skierniewicach

Plan budowy domu Przytułku przy ulicy Solec 36a w Warszawie, autorstwa Władysława Marconiego (z podpisem autora) z 1903 roku. Projekt zrealizowany – z podpisem Aleksandry Weyssenhoff

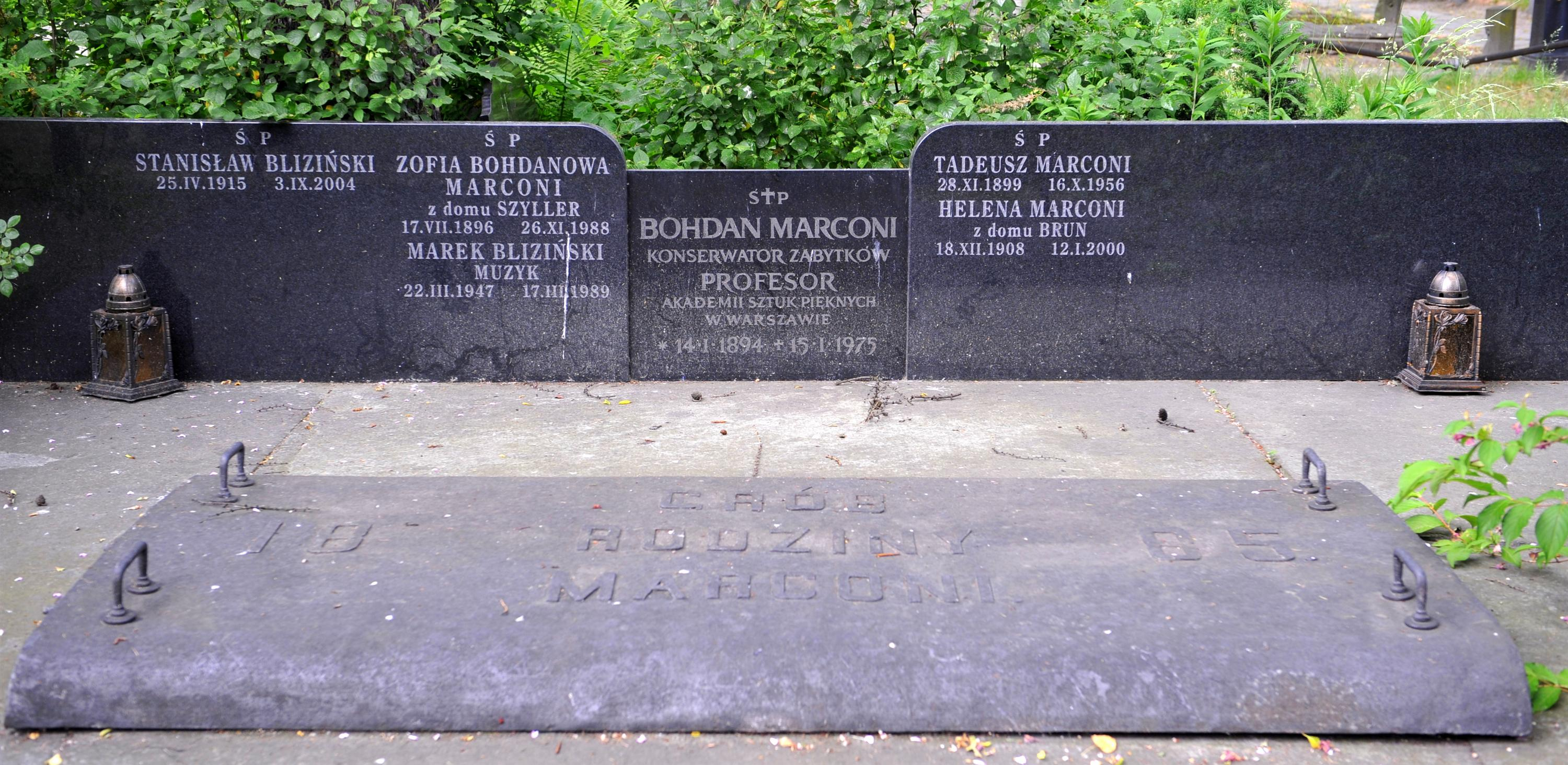
Grobowiec rodziny Marconi na warszawskim cmentarzu ewangelicko–reformowanym w Warszawie

Władysław Marconi (ur. 29 lutego 1848 w Warszawie, zm. 4 czerwca 1915 tamże) – polski architekt i konserwator.

## Życiorys
Syn Henryka i spolonizowanej Szkotki Małgorzaty z Heitonów (1807–1884), był wychowywany przez matkę na ewangelika reformowanego.
Po ukończeniu w 1874 studiów w Cesarskiej Akademii Sztuk Pięknych w Petersburgu wrócił do Warszawy, gdzie oprócz pracy zawodowej podjął działalność społeczną i kulturalną. Był jednym ze współzałożycieli Towarzystwa Opieki nad Zabytkami Przeszłości, Koła Architektów, komitetów m.in. budowy Pomnika Mickiewicza i mostu Poniatowskiego, kanalizacyjnego i szpitalnego, członkiem Towarzystwa Fotograficznego Warszawskiego. W latach 1906–1907 wykładał kompozycje architektoniczne w ramach Kursów Politechnicznych na Wydziale Technicznym Towarzystwa Kursów Naukowych w Warszawie. Był także członkiem TKN (1907-1908).

## Ważniejsze projekty
- Dom gminy żydowskiej przy ul. Grzybowskiej (1887) w Warszawie,
- Hotel Bristol w Warszawie (1902) ,
- Dom Towarzystwa Ubezpieczeniowego „Rosja” przy ul. Marszałkowskiej 124 (1901), według projektu łódzkich architektów Ottona Gehliga i Piotra Brukalskiego,
- Kamienica pod Gigantami w Warszawie (1904–1907),
- Pałacyk Dziewulskich (1910) w Warszawie,
- Pałac w Kobylinie
- Dom Towarzystwa Ubezpieczeń od Ognia, róg ulic Jasnej i Boduena w Warszawie,
- szkoła dla dzieci tramwajarzy przy ul. Młynarskiej w Warszawie,
- fabryka cukrów i czekolady Jana Fruzińskiego przy ul. Polnej 34 w Warszawie,
- przytułek św. Franciszka na ul. Solec 36a w Warszawie,
- biblioteka publiczna im. Kierbedziów przy ul. Koszykowej 26 w Warszawie,
- Pałac w Borkowicach,
- Willa Kozłowskich przy ul. Piłsudskiego 2 w Skierniewicach,
- Pałac Dobieckich w Łopusznie (1897)
- Kościół św. Wincentego à Paulo w Otwocku (1892)
- Kościół św. Floriana Męczennika w Mogielnicy

## Przebudowy (wybrane)
- gmachu Towarzystwa Kredytowego Miejskiego przy ul. Czackiego 23/25 (1906) w Warszawie,
- kamienicy Blocha przy Marszałkowskiej róg Królewskiej w Warszawie,
- dobudowy nawy w kościele św. Kazimierza na ul. Tamka 35 w Warszawie,

## Prace konserwatorskie
- pałac Potockich przy Krakowskim Przedmieściu 15 (1897),
- pałac w Wilanowie (1906),
- kamienica Fukiera na Rynku Starego Miasta w Warszawie,
- kamienica książąt mazowieckich przy Rynku Starego Miasta w Warszawie,
- poczta saska przy Krakowskim Przedmieściu 25 w Warszawie.

## Rodzina
Jego żoną była jego własna siostrzenica Kazimiera Eleonora z Kolbergów (1859–1934). Ich dziećmi byli:
- Halina Maria (1888–1952), żona znanego varsavianisty Stanisława Łozy.
- Kazimierz Marconi (1890–1992)
- Bohdan Marconi (1894–1975)
- Tadeusz Adolf (1899–1956), działacz gospodarczy i przemysłowiec, ożeniony z Heleną z Brunów, ze znanej warszawskiej rodziny.

Władysław Marconi, jego żona i dwaj synowie zostali pochowani w rodzinnym grobowcu na cmentarzu ewangelicko–reformowanym w Warszawie (I/6/4).